# 千葉県文化会館
千葉県文化会館（ちばけんぶんかかいかん）は、千葉県千葉市中央区にある文化施設。

## 概要

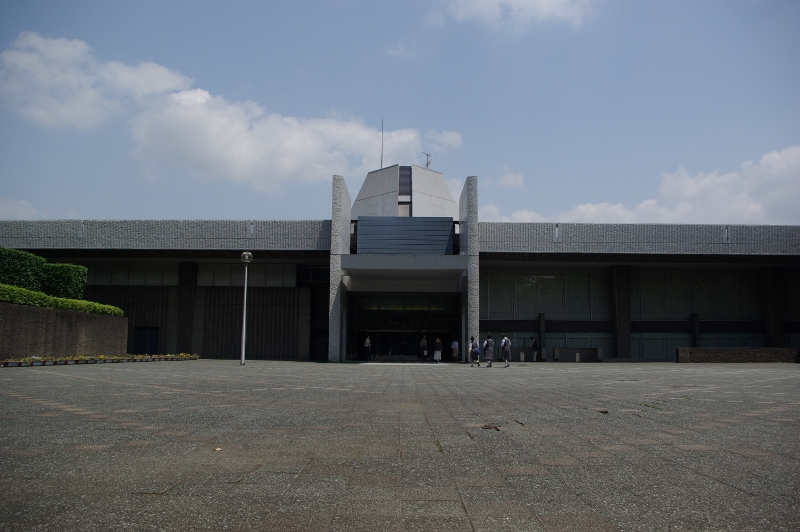
千葉県文化会館入口

千葉都市モノレール1号線県庁前駅の東400メートルに位置する亥鼻公園の丘陵地に建つ。本館と別館（聖賢堂）があり、本館には大ホール（1,728席）、小ホール（250席）、練習室5室、レストラン（130席）、別館には会議室4室、公益財団法人千葉交響楽団の事務局がある。本館の玄関は東西に1つずつあり、ロビーをはさんで南側が大ホール、北側が小ホールとなっている。別館は本館の北東側に隣接。
この地にはもともと千葉大学教育学部（旧千葉師範学校）があったが、1962年西千葉キャンパスに移転し、跡地は千葉県に払い下げられた。建物は1965年10月21日に着工、大高正人が設計、戸田建設の施工により1967年2月に竣工、同年3月18日に落成式、同年4月1日に営業を開始。日本建築学会賞作品賞とBCS賞を受賞した。大ホールの屋根のテントのような外観、リズミカルに張り出したバルコニー席などにデザイン上の特徴がある。管理運営は公益財団法人千葉県文化振興財団（聖賢堂3階）が行っている。2013年3月に、一般社団法人日本音響家協会の優良ホール100選に認定される。2018年に千葉県立中央図書館の拡充項目として、DOCOMOMO JAPAN選定 日本におけるモダン・ムーブメントの建築に認定されている。
2023年4月から2025年7月12日まで、大規模改修工事のため長期休館していた。改修工事によって、施設ホール天井の耐震化や施設内のバリアフリー化が施された。

## 実績
千葉県少年少女オーケストラがこのホールを本拠地として活動を行っている。また、毎年千葉県吹奏楽コンクールA・B部門の予選及び本選の会場にもなっている。
2012年度より、隔年で日本学校合奏コンクールグランドコンテスト（全国大会）の会場となっており、その予選にあたる千葉県大会が毎年この会場で開催されている。

## 交通

### 鉄道
- 千葉都市モノレール 県庁前駅、徒歩約7分
- JR東日本 本千葉駅、徒歩約10分
- 京成電鉄 千葉中央駅、徒歩約20分

### バス
- 京成バス
  - 千03：千葉駅 - 中央三丁目 - 郷土博物館・千葉県文化会館 - 中央博物館 - 千葉大学病院（平日のみ）
  - 千03-1：千葉駅 - 中央三丁目 - 郷土博物館・千葉県文化会館 - 中央博物館 - 千葉大学病院 - 市立青葉病院 - 南矢作
  - 千04：千葉駅 - 中央三丁目 - 郷土博物館・千葉県文化会館 - 中央博物館 - （千葉大学病院非経由） - 市立青葉病院 - 南矢作（早朝・夜間 - 深夜のみ）
- ちばシティバス
  - 千21：千葉駅 - 広小路 - 郷土博物館・千葉県文化会館 - 中央博物館 - 千葉大学病院 - 市立青葉病院 - 南矢作 - 川戸都苑
  - 稲102：稲毛駅 - 千葉駅 - 広小路 - 郷土博物館・千葉県文化会館 - 中央博物館 - 千葉大学病院 - 市立青葉病院 - 南矢作 - 川戸都苑

### 自動車
- 高速道路
  - 京葉道路「松ヶ丘インターチェンジ」